# قتل عام جزیره اوشن
قتل عام جزیره اوشن (به انگلیسی: Ocean Island massacre) در ۲۰ آگوست ۱۹۴۵ رخ داد، زمانی که بین ۱۵۰ تا ۲۰۰ غیرنظامی در یک کشتار دسته جمعی توسط اعضای یک واحد پادگان نیروی دریایی ژاپن کشته شدند. این غیرنظامیان که همگی در اصل ساکنان سایر نقاط جزایر گیلبرت بودند، به عنوان برده به جزیره اوشن آورده شده بودند. این قتل عام که پنج روز پس از اعلام رسمی تسلیم ژاپن در پایان جنگ جهانی دوم رخ داد، ماهیت آن تنها چهار ماه بعد به دلیل ظهور تنها بازمانده آن، کابوناره کورا از نیکوناو، که تا دسامبر ۱۹۴۵ در خفا مانده بود، آشکار شد. در ابتدا، فرمانده این واحد، سوزوکی نائومی، ادعا کرد که جمعیت غیرنظامی در جریان یک شورش کشته شده‌اند، اما افشای شهادت کابوناره و اعترافات بعدی از شرکت‌کنندگان رده پایین‌تر منجر به پیگرد قانونی جنایات جنگی توسط یک دادگاه نظامی استرالیا شد. در مجموع، ۲۱ پرسنل نیروی دریایی امپراتوری ژاپن محکوم شدند که هشت نفر از آنها، از جمله نائومی، به دلیل نقششان در این قتل عام اعدام شدند.